# 334 (roman)
334 este un roman științifico-fantastic de Thomas M. Disch, prima oară publicat în 1972 de MacGibbon & Kee.
Este o privire distopică asupra vieții de zi cu zi din New York în jurul anului 2025.
Cele mai multe personaje din roman trăiesc într-o uriașă construcție aflată la adresa 334 East 11th Street, în Manhattan. Titlul face referire și la 334, an situat în perioada de declin a Imperiului Roman, numeroase comparații aparând în carte între prăbușirea Imperiului Roman și viitorul Statelor Unite.  